# Ahrensdorf (Ludwigsfelde)
Ahrensdorf is een plaats in de Duitse gemeente Ludwigsfelde, deelstaat Brandenburg.
Het forensendorp, van origine een oud straatdorp, ligt direct ten westen van de buitenwijken van Ludwigsfelde.
Het had volgens de website van de gemeente Ludwigsfelde 1.048 inwoners op 31 december 2023. Voor meer informatie zie: Ludwigsfelde.